# Kuudere
Kuudere (クウデレ) é um termo japonês para uma personalidade em que o personagem não expressa emoções de afeto, embora as possua. 
Kuudere faz parte de quatro arquétipos comuns de personalidades personagens femininos e masculinos com interesses românticos em histórias de animes e mangá, sendo os outros três: yandere, no qual uma garota tem um amor doentio por um personagem, tendo ciúmes e usando até violência, tsundere, no qual a personagem é inicialmente agressiva, mas depois alterna com uma personalidade mais amável, e dandere, no qual a personagem que é retratado como anti-social, mas eventualmente muda para mostrar seu lado doce, romântico, e suavemente amoroso.
Kuudere é a combinação das palavras kuuru (クール), que é um gairaigo da palavra inglesa cool , que significa legal, e deredere (デレデレ), que significa apaixonada. São personagens que sempre permanecem calmos e compostos, tendo muitas vezes um senso de humor muito seco e sarcástico.Mas em algum momento acaba revelando a sua verdadeira natureza , sendo descrita como doce, fofa e amável.